# Saeculo exeunte octavo
Mit der Enzyklika Saeculo exeunte octavo, vom 2. Juni 1940, würdigt Papst Pius XII. die 800. Wiederkehr des Tages der Unabhängigkeit Portugals. Mit diesem apostolischen Rundschreiben wendet sich der Papst an den portugiesischen Episkopat und unterstreicht die Notwendigkeit der Missionsarbeit.

## Über die Bedeutung der Missionsarbeit
Dieses ist keine vollständige Missionsenzyklika und doch geht Pius XII. auf die hoch zu lobende Missionstätigkeit des portugiesischen Klerus ein: Gott erwarte große Leistungen von seinen Mitarbeitern und es sei von hohem Rang, die Missionierungsarbeit, so wie sie vom hiesigen Klerus durchgeführt werde, fortzusetzen. Er verweist auf die Ausführungen zur Wohltätigkeit in der Enzyklika Rerum ecclesiae seines Vorgängers Pius XI. In einem der nächsten Abschnitte greift Pius XII. wiederum auf diese Enzyklika zurück und unterstreicht, dass die Missionsarbeit als Begleiter und Helfer auf dem Weg zur Evangelisierung betrachtet werden müsse. In den Diözesen solle die Kernarbeit stattfinden und wenn Bedarf zur Hilfe bestehe, dann solle diese mit der Missionsarbeit verbunden sein.
Letztlich verweist Pius XII. unter Berücksichtigung des apostolischen Schreibens Maximum illud von Papst Benedikt XV. nochmals auf den besonderen Wert der Missionsarbeit hin und empfiehlt den Priestern bedeutende Heilige wie den hl. Franz Xaver.